# 椋木美希
椋木 美希（むくのき みき、2003年6月8日 - ）は、島根県益田市出身の日本の柔道選手。階級は78kg超級。身長160cm。体重93㎏。組み手は左組み。得意技は小外刈。

## 経歴
柔道は6歳の時に益田市柔道教室で始めた。高津中学から創志学園高校へ進むと、2年の時には全国高校選手権の無差別で2位になった。
2022年に環太平洋大学へ進学すると、世界ジュニア78㎏超級では準々決勝でトルコのヒラル・オズトゥルクに敗れるもその後の敗者復活戦を勝ち上がって3位、団体戦では優勝した。全日本ジュニアでは決勝で世界ジュニアで優勝した日体大1年の新井万央に技ありで敗れて2位、体重別団体では3位だった。ベルギー国際ジュニアの部では決勝で新井に敗れて2位だったが、オープンの部では決勝で新井を破って優勝した。3年の時には全日本ジュニアの決勝で新井を技ありで破って優勝した。続く世界ジュニアでは準決勝で世界カデチャンピオンである韓国のイ・ヒョンジを合技で破るも、決勝で新井に反則負けを喫して2位だった。団体戦では準決勝のブラジル戦のみ出場して勝利すると、その後チームも優勝した。グランプリ・オディベーラスでは決勝まで進むも、オズトゥルクに技ありで敗れて2位だった。3年の時には優勝大会で2位だった。学生体重別で優勝した。体重別団体では2位だった。グランプリ・リンツでは準々決勝でフランスのセリア・カンカンに有効で敗れるも、その後の敗者復活戦を勝ち上がって3位になった。4年の時には体重別で3位だった。続くアジア選手権には団体戦のみに出場すると、決勝のウズベキスタン戦で一本勝ちして、チームの優勝に貢献した。優勝大会ではチームの優勝に貢献した。ワールドユニバーシティゲームズでは決勝で韓国のキム・ハユンに技ありで敗れて2位だった。団体戦では決勝のフランス戦で一本勝ちするなどして、チームの優勝に貢献した。
IJF世界ランキングは665ポイント獲得で47位(25/7/20現在)。

## 戦績
- 2021年 - 全国高校選手権　2位(無差別)
- 2022年 - オーストリアジュニア国際　優勝
- 2022年 - 世界ジュニア　個人戦　3位　団体戦　優勝
- 2022年 - 全日本ジュニア　2位
- 2022年 - 体重別団体　3位
- 2022年 - 講道館杯　5位
- 2023年 - ベルギー国際　ジュニアの部　2位　オープンの部　優勝
- 2023年 - 全日本ジュニア　2位
- 2023年 - 世界ジュニア　個人戦　2位　団体戦　優勝
- 2023年 - 体重別団体　3位
- 2024年 -　グランプリ・オディベーラス　2位
- 2024年 -　全日本女子選手権　5位
- 2024年 -　優勝大会　2位
- 2024年 -　学生体重別　優勝
- 2024年 -　体重別団体　2位
- 2025年 - グランプリ・リンツ　3位
- 2025年 - 体重別　3位
- 2025年 - アジア選手権　団体戦　優勝
- 2025年 -　優勝大会　優勝
- 2025年 - ワールドユニバーシティゲームズ　個人戦　2位　団体戦　優勝

(出典)